# تين تاون (ميزوري)
تين تاون (بالإنجليزية: Tin Town)‏ هي إحدى المجتمعات الفردية (غير مصنفة) في ولاية ميزوري في الولايات المتحدة الأمريكية.